# Nume de cod al Serviciului Secret

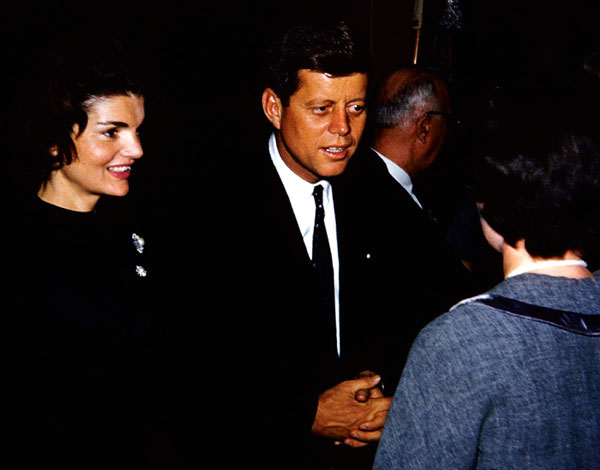
Președintele John F. Kennedy, nume de cod „Lancer” cu Prima Doamnă Jacqueline Kennedy, nume de cod „Lace”

Serviciul Secret al Statelor Unite folosește nume de cod pentru președinții SUA, primele doamne și alte persoane și locații importante. Utilizarea unor astfel de nume a fost inițial în scopuri de securitate și datează unei perioade în care comunicațiile electronice sensibile nu erau criptate în mod regulat; astăzi, numele servesc pur și simplu în scopuri de concizie, claritate și tradiție. Serviciul Secret nu alege însă aceste nume. Agenția de Comunicații de la Casa Albă menține o listă din care aleg candidații, alegând adesea pe cele care rezonează cu ei personal.
Conform unui protocol stabilit, numele de cod bune sunt cuvinte lipsite de ambiguitate care pot fi ușor pronunțate și ușor înțelese de cei care transmit și primesc mesaje vocale prin radio sau telefon, indiferent de limba maternă. În mod tradițional, numele de cod ale tuturor membrilor familiei încep cu aceeași literă.
Numele de cod se schimbă în timp din motive de securitate, dar sunt adesea cunoscute publicului. Din motive de securitate, numele de cod sunt, în general, alese dintr-o listă de cuvinte "bune", evitându-se însă utilizarea unor cuvinte comune care ar putea fi interpretate în sensul definițiilor lor normale.

## Președinții și familiile lor
- Woodrow Wilson
  - Edith Wilson – Grandma[5]
- Franklin D. Roosevelt
  - Eleanor Roosevelt – Rover[6]
- Harry S. Truman – General or Supervise[7][8]
  - Bess Truman – Sunnyside[7][8]
- Dwight Eisenhower – Scorecard or Providence[7][8][9]
  - Mamie Eisenhower – Springtime[7][8][9][10]
  - David Eisenhower – Sahara[10]
- John F. Kennedy – Lancer[7][8][9]
  - Jacqueline Kennedy – Lace[7][8][9][11]
  - Caroline Kennedy – Lyric[9]
  - John F. Kennedy, Jr. – Lark[12]
  - Rose Kennedy – Coppertone[7]
  - Ethel Kennedy – Sundance[7]
- Lyndon Johnson – Volunteer[7][8][9]
  - Lady Bird Johnson – Victoria[7][8][9][13]
  - Lynda Bird Johnson – Velvet[9][14]
  - Luci Baines Johnson – Venus[7][9]
- Richard Nixon – Searchlight[7][8][9][10]
  - Pat Nixon – Starlight[7][9]
  - Patricia Nixon Cox – Sugarfoot[10][15]
  - Edward F. Cox – Seminole[10]
  - Julie Nixon Eisenhower – Sunbonnet[10][15]
- Gerald Ford – Passkey[7][8] or Pass Key[9]
  - Betty Ford – Pinafore[7][9][16]
  - Susan Ford – Panda[7][9][17]
  - Michael Ford – Professor[9]
  - Jack Ford – Packman[9]
- Jimmy Carter – Dasher, care a fost schimbat[18] cu Deacon[8][9] sau Lock Master[7]
  - Rosalynn Carter – Lotus Petal[7] sau Dancer[8][9]
  - Amy Carter – Dynamo[9][19]
  - Chip Carter – Diamond[7]
  - Jack Carter – Derby[7]
  - Jeff Carter – Deckhand[7]
- Ronald Reagan – Rawhide[7][8][9][20]
  - Nancy Reagan – Rainbow[7][8][9]
  - Maureen Reagan – Rhyme,[7] Rosebud[7][21]
  - Michael Reagan – Riddler[7][21]
  - Patti Davis – Ribbon[7][9]
  - Ron Reagan – Reliant[7][9]
  - Doria Reagan – Radiant[7][9]
- George H. W. Bush – Timberwolf[7][8][9]
  - Barbara Bush – Snowbank[7][22] or Tranquility[8][9]
  - Marvin Bush – Tuner[7]
  - Neil Bush – Trapline[7]
  - Jeb Bush – Tripper[7]
  - Dorothy Bush – Tiller[7]
- Bill Clinton – Eagle[8][9]
  - Hillary Clinton – Evergreen[8][9]
  - Chelsea Clinton – Energy[9]
  - Roger Clinton Jr. - no code name, press claimed was Headache[8][23]
- George W. Bush – Tumbler,[7][8][24] later Trailblazer[8][9][20]
  - Laura Bush – Tempo[7][9][20]
  - Barbara Bush – Turquoise[7][8][25]
  - Jenna Bush – Twinkle[7][8]
- Barack Obama – Renegade[7][20]
  - Michelle Obama – Renaissance[7][20][26]
  - Malia Obama – Radiance[8][20][27]
  - Sasha Obama – Rosebud[8][20][27]
  - Marian Shields Robinson – Raindance[28]
- Donald Trump – Mogul[29][30]
  - Melania Trump – Muse[30]
  - Donald Trump Jr. – Mountaineer[31]
  - Ivanka Trump – Marvel[32]
  - Eric Trump – Marksman[31]
  - Jared Kushner – Mechanic[33]
- Joe Biden – Celtic[7][8][34]
  - Jill Biden – Capri[7][8]
  - Hunter Biden – Captain[35]

- Spiro Agnew – Pathfinder 
  - Judy Agnew – Photograph
- Nelson Rockefeller – Sandstorm[36]
  - Happy Rockefeller – Shooting Star sau Stardust[36]
- Walter Mondale – Cavalier[37]
  - Joan Mondale – Cameo[37]
  - Ted Mondale – Centurion
  - Eleanor Mondale – Calico
  - William Mondale – Chessman
- Dan Quayle – Scorecard sau Supervizor 

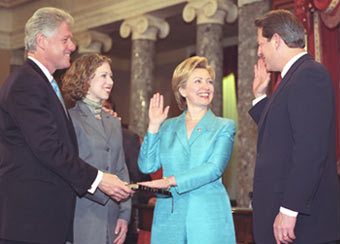
De la stânga la dreapta: președintele Bill Clinton, nume de cod „Eagle”; Chelsea Clinton, nume de cod „Energy”; senatoarea Hillary Clinton, nume de cod „Evergreen”; vicepreședintele Al Gore, nume de cod „Sundance”.

  - Marilyn Quayle – Sunshine

- Al Gore – Sundance or Sawhorse
  - Tipper Gore – Skylark[38]
  - Karenna Gore – Smurfette[39]
  - Kristin Gore – Silhouette
  - Sarah Gore – Screwdriver
  - Albert Gore III – Shortstop
- Dick Cheney – Angler
  - Lynne Cheney – Author[40]
  - Elizabeth Cheney – Apollo[41]
  - Mary Cheney – Alpine
- Mike Pence – Hoosier
  - Karen Pence – Hummingbird
- Kamala Harris – Pioneer[42]

## Candidații politici și soții lor
Numele de cod ale Serviciului Secret al SUA sunt adesea date candidaților politici de profil înalt (cum ar fi candidații la președinție și vicepreședinție), precum și familiile și soții acestora cărora li se acordă protecția Serviciului Secret al SUA. Aceste nume de cod diferă adesea de cele deținute anterioar.

### 1968
- Eugene McCarthy – Instructor

### 1972
- George McGovern – Redwood[43]

### 1976
- Jimmy Carter – Dasher or Deacon[44]
- Bob Dole – Ramrod[45][46]
  - Elizabeth Dole – Rainbow[45][46]
- Morris Udall – Dashboard[47]

### 1980
- John B. Anderson – Miracle, Starburst or Stardust
  - Keke Anderson – Scarlet[48]
- George H. W. Bush – Sheepskin (During 1980 Campaign)[49]
- Phil Crane – Swordfish
- Ted Kennedy – Sunburn[50]

### 1984
- Geraldine Ferraro – Duster[51]
  - John Zaccaro – N/A (Declined Secret Service Protection)[52]
- John Glenn – Iron[53]
- Jesse Jackson – Thunder[45][51][53][54]
- Walter Mondale – Dragon[51][53]

### 1988
- Lloyd Bentsen – Parthenon[55]
- Michael Dukakis – Peso
  - Kitty Dukakis – Panda[55]
- Jesse Jackson – Pontiac[54]
- Gary Hart – Redwood
- Paul Simon – Scarlett[56]

### 1996
- Bob Dole – Patriot[57]
  - Elizabeth Dole – Pioneer
- Jack Kemp – Champion[55]
  - Joanne Kemp – Cornerstone[58]

### 2000
- Joe Lieberman – Laser[55][59]
  - Hadassah Lieberman – Liberty[60]

### 2004
- John Kerry – Minuteman[61]
  - Teresa Heinz Kerry – Mahogany[61]
- John Edwards – Speedway[55]

### 2008
- John McCain – Phoenix[62]
  - Cindy McCain – Parasol[50][62]
  - Meghan McCain – Peter Sellers (Peter)[63]
  - John Sidney McCain IV – Popeye[63]
  - Bridget McCain – Pebbles[63]
- Sarah Palin – Denali[64]
  - Todd Palin – Driller[64]

### 2012
- Mitt Romney – Javelin[50][65]
  - Ann Romney – Jockey[66]
- Rick Santorum – Petrus[50][65]
- Newt Gingrich – T-Rex[67]
- Paul Ryan – Bowhunter[50][68]
  - Janna Ryan – Buttercup[50][68]

### 2016
- Ben Carson – Eli
- Tim Kaine – Daredevil[55]
  - Anne Holton – Dogwood[69]
- Bernie Sanders – Intrepid[70]

### 2020
- Bernie Sanders – Intrepid[70]
- Donald Trump – Mogul[71]
- Kamala Harris – Pioneer[72]

## Oficiali guvernamentali
- Kennedy Administration
  - Cabinet
    - Secretary of State Dean Rusk – Freedom[73]

  - Staff
    - Rear Adm. George Burkley (Physician to the president) – Market[73][74]
    - Senior military aide General Chester Clifton – Watchman[73]
    - Associate Press Secretary Andrew Hatcher – Winner
    - Assistant Press Secretary Malcolm Kilduff – Warrior[73]
    - Personal secretary Evelyn Lincoln – Willow[73]
    - Air Force aide Godfrey McHugh – Wing[73]
    - Special assistant and appointments secretary Kenneth O'Donnell – Wand[73]
    - Naval aide Captain Tazewell Shepard – Witness[73]
    - White House secretary Priscilla Wear – Fiddle[75]
    - White House secretary Jill Cowen – Faddle[75]
- Lyndon Johnson Administration
  - Staff
    - Walter Jenkins – Vigilant[73]
    - Pierre Salinger – Wayside[73][76]
- Nixon Administration
  - Cabinet
    - Secretary of State and National Security Advisor Henry Kissinger – Woodcutter[77]
      - His wife, Nancy Kissinger – Woodlark[78]

  - Staff
    - White House photographer Ollie Atkins – Hawkeye
    - Gulf Coast Regional Chairman James Baker – Fencing Master or Foxtail
    - Deputy Assistant to the President Dwight Chapin – Watchdog
    - Domestic Affairs Advisor Kenneth Reese Cole Jr. – Spectator
    - John Ehrlichman – Wisdom
    - White House aide Tim Elbourne – Snapshot
    - Secretary of State Alexander Haig – Claw Hammer
    - White House Chief of Staff H. R. Haldeman – Welcome
    - Assistant to Haldeman Lawrence Higby – Semaphore
    - Air Force aide James D. Hughes – Red Barron
    - Communications Director Herbert G. Klein – Witness
    - Dr. William Lukash (Physician to the president) – Sawhorse[37]
    - Senior assistant Clark MacGregor – Whipcrack
    - Assistant for Legislative Affairs William Timmons – Windowpane
    - Dr. Walter Tkach (Physician to the president) – Signature
    - Director of the White House Office of Presidential Advance, later Director of the National Park Service, Ronald H. Walker – Roadrunner
    - Personal secretary Rose Mary Woods – Strawberry
    - Press Secretary and Assistant to the President Ron Ziegler – Whale Boat
    - Presidential spokesman Ken W. Clawson – Thunderstorm[79]
- Ford Administration
  - Staff
    - Press Secretary Ron Nessen – Clam Chowder
    - Deputy Chief of Staff, later Chief of Staff, Dick Cheney – Backseat[80]
- Carter Administration
  - Cabinet
    - Secretary of State Cyrus Vance – Fade Away[37]
    - Secretary of Defense Harold Brown – Finley[37]

  - Staff
    - National Security Advisor Zbigniew Brzeziński – Hawkeye[37]
    - Director of the Office of Management and Budget Bert Lance – Dumbo[81]
- Reagan Administration
  - Attorney General William French Smith – Flivver
  - Secretary of Education Terrel Bell – Foxcraft
- George W. Bush Administration
  - Scott McClellan – Matrix (generic name for White House press secretary)[82]
  - Chief of Staff Andy Card – Potomac, later Patriot
  - Chief of Staff Josh Bolten – Fatboy
  - Secretary of Labor Elaine Chao – Firebird
- Obama Administration
  - Chief of Staff Rahm Emanuel – Black Hawk[83]
  - Tim Geithner – Fencing Master (generic codename for Secretary of the Treasury)[84]
- Trump Administration
  - Senior Counselor to the President Kellyanne Conway – Blueberry[85]

## Alți indivizi
- Israel

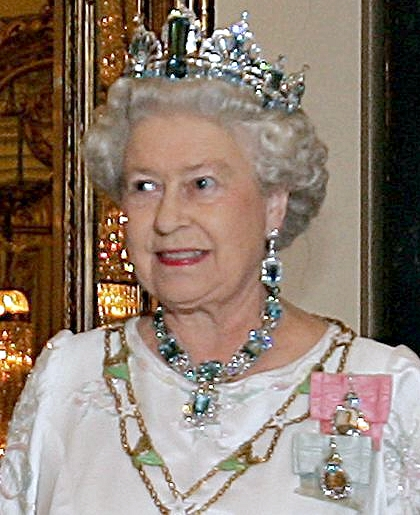
Regina Elisabeta a II-a, nume de cod „Kittyhawk”.

  - Prime Minister Menachem Begin – Cedar
    - Hasia Begin Milo – Crystal
- Commonwealth realms
  - Queen Elizabeth II – Kittyhawk,[36] Redfern[86]
  - King Charles III – Principal or Unicorn[36]
- United States
  - Senator Howard Baker (R-Tennessee) – Snapshot[87]
  - Actor Antonio Banderas – Zorro[88]
  - Congressman and Speaker of the House Thomas P. "Tip" O'Neill – Flag Day[37]
  - Florida banker and businessman, confidant of President Nixon, Bebe Rebozo – Christopher
  - Social secretary to First Lady Eleanor Roosevelt, and mistress to President Franklin D. Roosevelt, Lucy Mercer Rutherfurd – Mrs. Johnson[89]
  - Singer and actor Frank Sinatra – Napoleon[90]
  - Senator Strom Thurmond (R-South Carolina) – Footprint
- Vatican
  - Pope John Paul II – Halo

## Locații, obiecte și locuri
Numele de cod ale Serviciului Secret al SUA nu sunt date numai oamenilor; acestea sunt adesea date unor locuri, locații și chiar obiecte, cum ar fi aeronave precum Air Force One și vehicule precum Presidential State Car .
- Joint Base Andrews, in Prince George's County, Maryland – Acrobat or Andy[91]
- The Presidential Motorcade – Bamboo[91]
- The Harry S Truman Building (Sediul Departamentului de Stat) – Birds-eye[91]
- Camp David, retragere prezidențială în Catoctin Mountain Park, în Frederick County, Maryland – Cactus[91] or Buckeye
- The Vice President's office – Cobweb[91]
- The Vice President's staff – Pacemaker[91]
- The Waldorf-Astoria Hotel, New York City – Roadhouse[91]
- Air Force One – Angel or Cowpuncher[91]
- Mașina prezidențială – Stagecoach[36]
  - Follow-up car – Halfback[36]
- Casa Albă – Castle (Coroana referindu-se la Executive Mansion, reprezentanța centrală și spațiile de birouri ale Casei Albe)
- The Capitol – Punch bowl[92]
- Sala de ședințe a Casei Albe – Cement Mixer[92]
- Eisenhower Executive Office Building (parte a complexului Casei Albe) – Central[93]
- Aeroportul Național Reagan – Curbside[92]
- Reședința temporară a președintelui – Charcoal or Base[93]
- Pentagonul – Calico[93]
- Garajul Casei Albe – Carpet[93]
- J. Edgar Hoover Building (FBI Headquarters) – Cork[93]
- Lyndon Baines Johnson's ranch – Volcano[93]

## În ficțiune
În cultura populară, practica de atribuire a numelor de cod este adesea folosită pentru a oferi verosimilitudine în lucrări fictive despre ramura executivă sau figuri guvernamentale de rang înalt.
- 1600 Penn
  - First Son Standrich "Skip" Gilchrist Jr. – Meatball[94]
- Air Force One
  - President James Marshall – Boy Scout
- The American President
  - President Andrew Shepherd – Liberty[95]
- Chasing Liberty
  - First Daughter Anna Foster – Liberty[96]
- Designated Survivor
  - President Tom Kirkman – Phoenix (formerly Glasses during his time as Secretary of Housing and Urban Development)[97]
- First Daughter (2004 film)
  - First Daughter Samantha Mackenzie – Lucky Charm[98]
- First Kid
  - President Paul Davenport – Eagle[99]
  - First Son Luke Davenport – Prince[99]
- House of Cards
  - President Claire Underwood - Lone Star
- In the Line of Fire
  - The President – Traveler[100]
- Jericho
  - President Jon Tomarchio – Condor
- The Prodigal Daughter
  - President Florentyna Kane – Baroness[101]
- Scandal
  - President Fitzgerald Thomas "Fitz" Grant III – Falcon[102]
  - First Lady Melody Margaret "Mellie" Grant – Foxtail[103]
  - White House Chief of Staff Abigail "Abby" Whelan – Firebrand[102]
- The Sentinel
  - President John Ballentine – Classic[104]
  - First Lady Sara Ballentine – Cincinnati[104]
- Squeeze Me
  - The President – Mastodon[105]
  - The First Lady – Mockingbird[106]
- Tom Clancy's novels
  - Unnamed President in Clear and Present Danger – Wrangler[107]
  - President Jack Ryan in Debt of Honor and Executive Orders – Swordsman[108]
    - Dr. Caroline "Cathy" Ryan in Executive Orders – Surgeon[109]
    - Olivia "Sally" Ryan in Executive Orders – Shadow[109]
    - Jack Ryan, Jr in Executive Orders – Shortstop[109]
    - Katie Ryan in Executive Orders – Sandbox[109]
    - Kyle Daniel Ryan in The Bear and the Dragon – Sprite[110]

  - George Winston (Secretary of the Treasury) in Executive Orders – Trader[111]
  - Benjamin Goodley (National Security Advisor) in Executive Orders – Cardsharp[112]
  - Arnold Van Damm (White House Chief of Staff) in Executive Orders and The Bear and the Dragon – Carpenter[110]
  - Callie Weston (Chief Speechwriter) in Executive Orders and The Bear and the Dragon – Calliope[110]
  - Scott Adler (Secretary of State) in Executive Orders and The Bear and the Dragon – Eagle[113]
- The West Wing
  - President Josiah "Jed" Bartlet – Eagle[114] or Liberty[115]
  - Zoey Bartlet – Bookbag[116]
  - C. J. Cregg – Flamingo[117]
  - Sam Seaborn – Princeton[117]
  - Gus Westin (grandson of Jed Bartlet) – Tonka[118]
  - Arnold Vinick – Big Sur[119]
- Red, White and Royal Blue
  - First Son Alexander Claremont-Diaz — Barracuda
  - First Daughter June Claremont-Diaz — Bluebonnet
- The Night Agent
  - Maddie Redfield (VP Daughter) — Badger
  - Omar Zadar (PIF leader) — Osprey